# Чернаки (Брестский район)
Чернаки́ (бел. Чарнакі) — деревня в Брестском районе Брестской области Белоруссии, в 13 км к северу от Бреста. Входит в состав Чернавчицкого сельсовета.

## История
В XIX веке — казённая деревня Брестского уезда Гродненской губернии в составе имения Курница. В начале 1860-х годов произошло два крестьянских бунта.
В 1897 году — 10 дворов.
В 1905 году — деревня Косичской волости Брестского уезда.
После Рижского мирного договора 1921 года — в составе гмины Косичи Брестского повята Полесского воеводства Польши, 10 дворов.
С 1939 года — в составе БССР. В 1940 году — 15 дворов.